# Aéroport Talagi
L'aéroport Talagi (en russe : Аэропорт Талаги) (code IATA : ARH • code OACI : ULAA) est l'aéroport de la ville d'Arkhangelsk, située au nord de Moscou, en Russie. Fondé le 5 février 1963, il se trouve à 11 kilomètres de la ville dont il dépend. En 2019, 922 539 passagers ont transité par cet aéroport.
Il accueille la plate-forme de correspondance de la compagnie Nordavia, créée la même année.

## Situation

### Carte des aéroports russes
| \| 50 km1:1 791 000 \| Koursk Abakan Anapa Pskov Arkhangelsk Astrakhan Barnaoul Belgorod Blagoveshchensk Bratsk Grozny Guelendjik Iakoutsk Iékaterinbourg Ijevsk Ioujno-Sakhalinsk Irkoutsk Kaliningrad Kazan Kemerovo Khabarovsk Khanty-Mansiïsk Krasnodar Krasnoïarsk Magadan Magnitogorsk Makhachkala Mineralnye Vody Mirny Moscou · SVO Moscou · DME Moscou-VKO Mourmansk Narian-Mar Nijnekamsk Nijnevartovsk Nijni Novgorod Noïabrsk Alykel Novokouznetsk Novossibirsk Novy Ourengoï Omsk Orenbourg Oufa Oulan-Oude Oulianovsk Perm Petropavlovsk-Kamtchatski Rostov · sur-le-Don Sabetta Saint-Pétersbourg Salekhard Samara Saratov Simferopol Sotchi Sourgout Stavropol Kyzyl Syktyvkar Tcheliabinsk Tchita Tioumen Tomsk Vladivostok Volgograd Voronej |
| 50 km1:1 791 000 |

## Compagnies aériennes et destinations
| Compagnies            | Destinations |
| --------------------- | --- |
| Aeroflot              | Moscou Chérémétiévo |
| Azur Air              | En saison Charter : Antalya, Dubaï Al Maktoum, Enfidha-Hammamet                                                              |
| Komiaviatrans         | Kotlas (en), Syktyvkar (en)                                                                                                  |
| Nordwind Airlines     | En saison Charter : Antalya, Monastir                                                                                        |
| Rossiya               | Saint-Pétersbourg-Poulkovo                                                                                                   |
| RusLine               | Narian-Mar, Syktyvkar (en) , Iékaterinbourg-Koltsovo                                                                         |
| Severstal Air Company | Mourmansk, Petrozavodsk |
| Smartavia             | Moscou-Domodédovo, Narian-Mar, Saint-Pétersbourg-Poulkovo En saison : Anapa, Kaliningrad-Khrabrovo, Simféropol, Sotchi-Adler |

Édité le 02/02/2020

### Charters
| Compagnies        | Destinations                              |
| ----------------- | ----------------------------------------- |
| Abakan-Avia       | Charter : Antalya                         |
| Ikar              | Charter : Bangkok-Suvarnabhumi, Hurghada  |
| Nordwind Airlines | Charter saisonnier : Bangkok-Suvarnabhumi |

## Statistiques
Pour des raisons techniques, il est temporairement impossible d'afficher le graphique qui aurait dû être présenté ici.

Voir la requête brute et les sources sur Wikidata.